# Zhongtian, Jiangxi
Zhongtian är en ort i Kina. Den ligger i provinsen Jiangxi, i den sydöstra delen av landet, omkring 180 kilometer sydost om provinshuvudstaden Nanchang. Antalet invånare är 13 695. Befolkningen består av 6 645 kvinnor och 7 050 män. Barn under 15 år utgör 20,0 %, vuxna 15-64 år 72 %, och äldre över 65 år 6,0 %.
Runt Zhongtian är det ganska tätbefolkat, med 129 invånare per kvadratkilometer. Närmaste större samhälle är Shangtang, 16,8 km nordväst om Zhongtian. I omgivningarna runt Zhongtian växer huvudsakligen savannskog.
Genomsnittlig årsnederbörd är 2 454 millimeter. Den regnigaste månaden är juni, med i genomsnitt 431 mm nederbörd, och den torraste är oktober, med 19 mm nederbörd.